# Bukovica (Trstionica)
Bukovica je rijeka u Bosni i Hercegovini.
Bukovica je izgradila dubok kanjon. Na mjestu gdje se Mijakovska rijeka ulijeva u Bukovicu nalazi se srednjovjekovni bosanski utvrđeni grad Bobovac. Vodom iz ove rijeke se napaja grad Kakanj i njegova okolica.
Rijeka je bogata potočnom pastrvom.